# إقليم الناظور
إقليم الناظور يقع في شمال شرق المملكة المغربية في الريف ويطل على البحر المتوسط بسواحل طويلة. يتكلم سكان الإقليم اللغة الأمازيغية (تريفيت) وتبلغ مساحة الإقليم 6200 كيلومتر مربع. يبلغ تعداد سكان الإقليم 983.634 نسمة. يحيط بالإقليم من الغرب إقليم الدريوش ومن الشرق إقليم بركان ومن الجنوب إقليم جرسيف.
يعتقد بأن أصل تسمية الناظور يرجع إلى اسم قبيلة أيث الناظور التي سكنت المنطقة قبل قرون كما يعتقد أن استعمال المنطقة أثناء حرب ريف 1921-1926 كقاعدة متقدمة لمراقبة المحتل الإسباني كانت وراء التسمية أيضا فيما أطلق عليها محمد الخامس أول ملوك المغرب بعد الاستقلال مدينة النور.
وأهم مدينة بالإقليم هي مدينة الناظور (أو الناضور) التي يبلغ عدد سكانها 180.000 وهي عاصمة الإقليم.

## الموقع الجغرافي
يقع إقليم الناظور في أقصى الشمال الشرقي للمغرب في الريف، ويحده نهر ملوية شرقا، ونهر النكور غربا، وسلسلة جبال قبيلة بني بويحيي جنوبا، والبحر الأبيض المتوسط شمالا.
وفيما يخص الحدود الإدارية: فهناك إقليم جرسيف جنوبا، وإقليم بركان شرقا، ثم إقليم الدريوش غربا.

## التضاريس
يحتوي إقليم الناظور على مختلف أنواع التضاريس ويمكن ذكر ما يلي:
- مرتفعات «ئقلعيين» التي تتكون من جبال «كوروكو» البركانية، وجبال «أيت بويفرور» التي تحتوي على ثروات معدنية مهمة كالحديد مثلا.
- منخفضات «الغارب» القاحلة والتي تمتد من الغرب إلى الشرق على شكل سهول داخلية صغيرة ومتقطعة، الشيء الذي يعقد عملية تصريف مياه الأمطار.
- منخفضات شاسعة تمتد على مسافة 80 كلم، من ميضار غربا حتى البحر الأبيض المتوسط شمالا.
- سهل «بوعارك» المجاور لمدينة الناضور.
- سهل «صبرة» المجاور لمدينة زايو

## المناخ
يتمتع الإقليم بمناخ متوسطي مع بعض التأثيرات الشبه الصحراوية في بعض المناطق.
التساقطات المطرية غير منتظمة لا من حيث المناطق ولا من حيث الفصول والسنوات، وهذا ما يميز منطقة الريف كلها، بسبب سلسلة جبال الريف التي تعيق وصول الأمطار المتوسطية والتأثيرات الأطلسية إلى المنطقة.
المعدل السنوي للأمطار يتراوح ما بين 300 و350 ملم، ويمكن أن يصل عدد الأيام الممطرة 50 يوما في السنة.
الحرارة تتميز بالاعتدال وتتراوح ما بين 9 و32 درجة مئوية

## السكان والكثافة السكانية
بدأ عدد سكان الإقليم يرتفع بشكل سريع منذ سنة 1971،، ويقدرون حاليا 700 الف نسمة، نصفهم من الأطفال والشبان الذين لم يتجاوزوا العشرين من العمر. موزعين على الشكل التالي.
- 64% بالوسط الحضري
- 36% بالوسط القروي

وتجدر الإشارة إلى أن نسبة 45% من السكان الحضريين للإقليم يقطنون في مدينة الناضور وحدها.

(إحصائيات السكان لبعض أهم مدن وبلدات الإقليم)
| الاسم       | اللاسم باللاتينية | إحصاء 1994 | إحصاء 2004 | إحصاء 2007 |
| ----------- | ----------------- | ---------- | ---------- | ---------- |
| العروي      | Al Aaroui         | _          | 31021      | 36566      |
| بني انصار   | Bni Ansar         | _          | 31800      | 32281      |
| بني شيكر    | Bni Chiker        | 4057       | 4188       | 4223       |
| فرخانة      | Farkhana          | 9700       | 10994      | 11378      |
| إحدادن      | Ihddaden          | 16458      | 25480      | 28742      |
| جعدار       | Jaadar            | 7898       | 9497       | 9992       |
| قرية أركمان | Kariat Arekmane   | 5134       | 5266       | 5301       |
| قاسطا       | Kassita           | 2148       | 2126       | 2119       |
| الناظور     | Nador             | _          | 126207     | 135508     |
| رأس الما    | Ras El Ma         | 4894       | 4532       | 4434       |
| سلوان       | Selouane          | 6788       | 9211       | 10022      |
| تفرسيت      | Tafarssite        | 3913       | 3555       | 3460       |
| تويمة       | Taouima           | 5568       | 6909       | 7333       |
| زايو        | Zaio              | _          | 29851      | 30303      |
| أزغنغان     | Azghanghane       | 19012      | 20181      | 20508      |

## التقسيم الإداري
11 يونيو 2009

### الدوائر

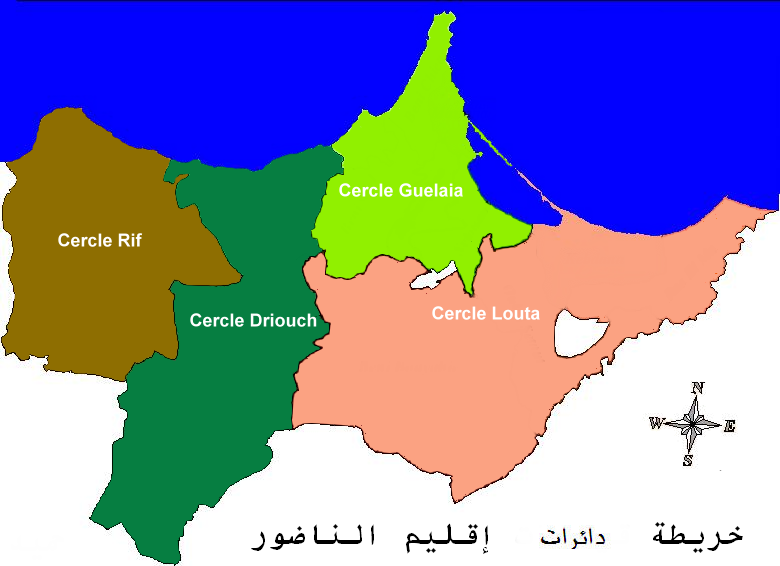
خريطة الدائرتين لإقليم الناظور

- دائرة قلعية
- دائرة لوتا

### القيادات

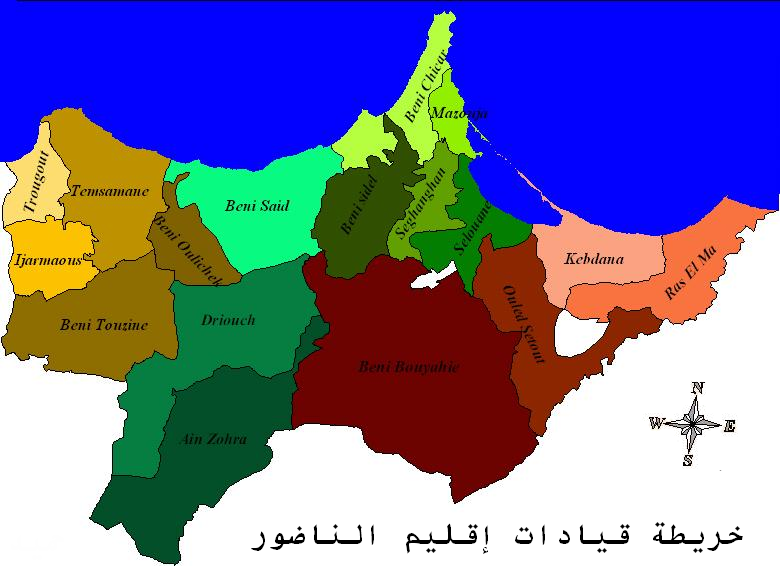
خريطة القيادات السبعة عشر لإقليم الناظور

- قيادة بني بويحيي | قيادة بني سيدال | قيادة بني شيكار | قيادة أزغنغان | قيادة مزوجا | قيادة سلوان| قيادة كبدانة | قيادة راس الماء

### الجماعات الحضرية والقروية بالإقليم
- مدينة الناظور | مدينة العروي | مدينة بني انصار | مدينة زايو | مدينة أزغنغان | رأس الماء | سلوان

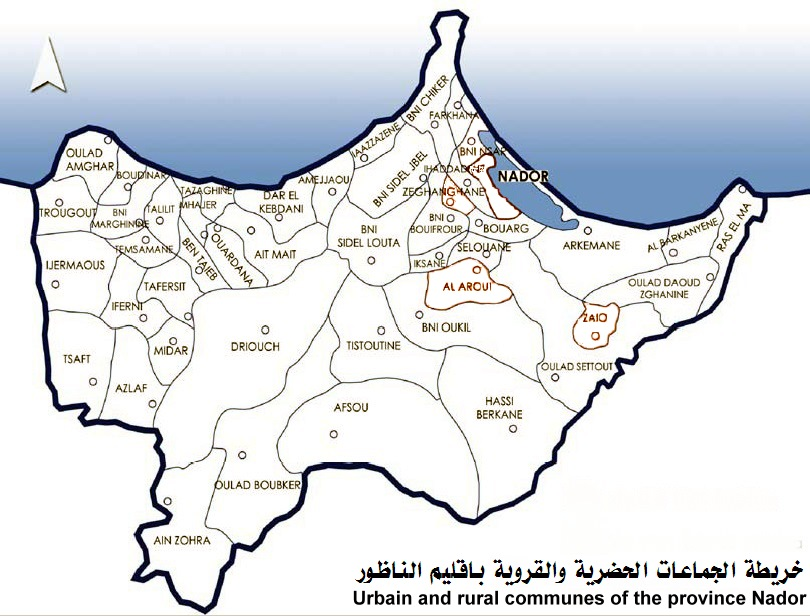
خريطة الجماعات الحضرية والقروية لإقليم الناظور

- جماعة بني بويفرور | جماعة بني شيكر | جماعة بني سيدال الجبل | جماعة بني سيدال لوطا | جماعة بوعرك | جماعة فرخانة | جماعة إعزانن | جماعة إحدادن | جماعة إكسان |جماعة أفسو | جماعة البركانيين | جماعة أركمان | جماعة بني وكيل اولاد امحند | جماعة حاسي بركان | جماعة اولاد داوود زخانين | جماعة اولاد ستوت

## قبائل إقليم الناظور
- قبيلة بني بويحيي

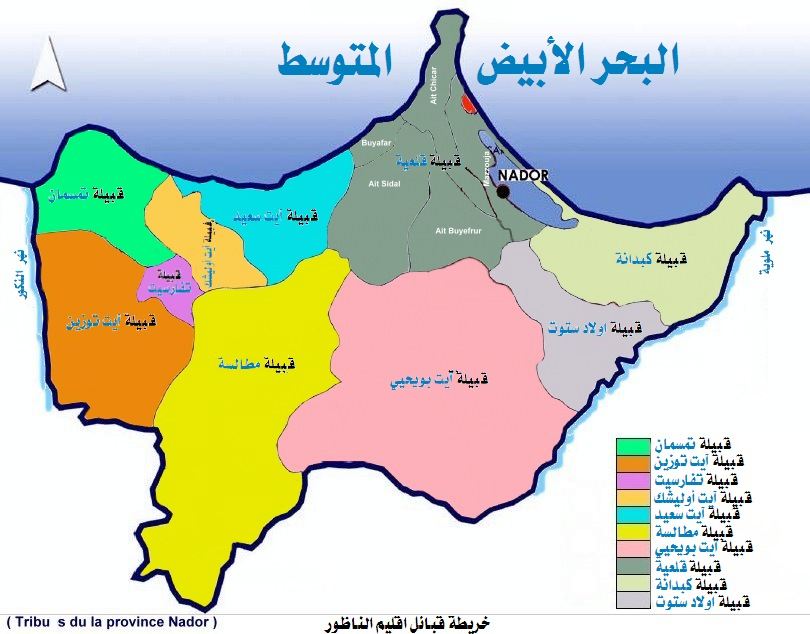
خريطة قبائل إقليم الناظور

- قبيلة قلعية بأفخاذها الخمسة (مزوجا | آيت شيكار | آيت سيدال | آيت بويفرور | بويفار)
- قبيلة كبدانة

## المناطق الأثرية بإقليم الناظور
- موقع سيدي ادريس الأثري
- روسادير
- غساسة
- قلعة تازوضا
- قصبة فرخانة
- قصبة سلوان

## شخصيات أصلها من إقليم الناظور

### شخصيات تاريخية
- -الشريف محمد أمزيان الشريف محمد امزيان هو من أبناء أحمد عبد السلام القلعي الريفي الأمازيغي، ولد سنة 1859 في أزغنغان

### شخصيات سياسية
- أحمد أبو طالب عمدة مدينة روتردام و كان يحتل منصب سكرتير في وزارة الأعمال الاجتماعية بهولندا، أصله من أيت سيدال في إقليم الناظور
- فضيلة لعنان وزيرة الثقافة والشباب ببلجيكا، تنحدر فضيلة العنان من أيت سيدال في إقليم الناظور
- مصطفى المنصوري رئيس سابق لحزب التجمع المغربي للأحرار وسبق ان ترأس البرلمان وأيضا وزير سابق، أصله من مدينة العروي في إقليم الناظور
- بنعلي المنصوري وزير سابق، أصله من مدينة العروي في إقليم الناظور والمكلف بمهمة بالقصر الملكي
- Pilar del CASTILLO VERA ناظورية المولد حيث ازدادت 31 يوليوز 1952 بمدينة الناظور أبان الأستعمار الأسباني حاليا عضوة في البرلمان الأوروبي للحزب الوطني الأسباني وكانت في عهد حكومة أزنار وزيرة للثقافة في إسبانيا.
- نجاة بلقاسم أو نجاة فالو بلقاسم ( 4 أكتوبر 1977 بني شيكر، الجهة الشرقية، المغرب) ، سياسية فرنسية. شغلت منصب وزيرة لحقوق المرأة والناطقة الرسمية باسم حكومة جان مارك ايرولت تحت رئاسة فرانسوا أولاند منذ 16 ماي 2012 إلى غاية 2 أبريل 2014، عندما تم تعيينها وزيرة لحقوق المرأة، والمدينة والشباب والرياضة في حكومة مانوال فالس. وفي 26 أغسطس 2014، تم تعيينها وزيرة التربية الوطنية والتعليم العالي والبحث في حكومة فالسالثانية، لتصبح أول امرأة تشغل هذا المنصب في تاريخ الجمهورية.

### شخصيات عسكرية
- ميمون المنصوري جنرال دوديفيزيون، رئيس الحرس الملكي

### شخصيات ثقافية
- محمد شكري كاتب عالمي كبر في طنجة وأصله من أيت شيكار إقليم الناظور حيث إزداد
- عبد القادر بنعلي كاتب من هولندا (حاصل على جائزة ليبريس الهولندية 2003 لأحسن كاتب هولندي) أصله من أيت شيكار في إقليم الناظور

### شخصيات فنية
- الوليد ميمون فنان ومغني أمازيغي ملتزم وأيضا له روايات من مدينة الناظور أصله من أيت سيدال في إقليم الناظور
- خالد ازري فنان ومغني أمازيغي ملتزم من مدينة مليلية في إقليم الناظور حاليا يعيش بالديار البلجيكية
- علال شيلح فنان ومغني أمازيغي ملتزم من مدينة الناظور
- نجيب أمهالي ممثل وكوميدي مسرحي يعد م أفضل الكوميديين المسرحيين في هولندا وقد نال العديد من الجوائز الوطنية. هو من مواليد مدينة الناظور
- ميمون أوعيسى ممثل معروف على الصعيد الهولندي، أصله من آيت سعيد في إقليم الناظور
- ميمونت ن'سلوان فنانة مغنية
- سلام الريفي فنان مغني

### شخصيات رياضية
- خالد بولحروز لاعب المنتخب الهولندي ويلعب حاليا لفريق Sevilla الأسباني، أصله من قرية ثشوقت في أيت سعيد في إقليم الناظور
- يوسف المختاري لاعب المنتخب المغربي ويلعب لفريق MSV Duisburg في ألمانيا أين كبر ويعيش، أصله من أيت سيدال في إقليم الناظور
- إسماعيل العيساتي لاعب فريق بي أس في آيندهوفن الهولندي ولاعب المنتخب الأولمبي الهولندي هو من مواليد هولندا إلا أن أصله من آيت توزين إقليم الناظور
- نورالدين أمرابط حاليا لاعب فريق في في في فنلو بهولندا وفي الموسم المقبل سيلعب في صفوف فريق بي أس في آيندهوفن، هو من مواليد مدينة ناردن بهولندا إلا أن أصله من إقليم الناظور، تحديدا من جماعة بن الطيب التابعة لقبيلة آيت أوليشك
- أحمد عمي حاليا لاعب دفاع أيمن فريق ناك بريدا وهو من مواليد تمسمان، إقليم الناظور. أتى إلى هولندا في عمر صغير جدا.
- سعيد بقاتي حاليا لاعب دفاع أيمن لفريق كو أهيد إيكلس، قبلها لعب 5 مواسم لفريق أف سي هيرنفين من مواليد هولندا إلا أن أصله من إقليم الناظور.
- يوسف العكشاوي حاليا مدافع لفريق إن إي سي نايميخن الهولندي مزداد في مدينة دوردريخت الهولندية وذو أصول ناظورية من جماعة دار الكبداني في إقليم الناظور.
- سعيد بوطهار من مواليد روتردام بهولندا، أصله من آيت توزين بإقليم الناظور، يلعب لاعب وسط ميدان لفريق ويلم II
- أنور ديبا من مواليد أوتريخت بهولندا، أصلم من عين الزهرة بإقليم الناظور. يلعب حاليا لفريق الوكرة القطري.
- كريم زازا لاعب كوبن هايكن الدانمركي اصله من مدينة الناظور تحديدا من انوال التابع لجماعة تليليت
- أسامة السعيدي لاعب المنتخب المغربي ويعيش في الديار الهولاندية
- علي الخطابي من مواليد 17 يناير 1977 في ستشيدام في هولندا، لاعب كرة قدم مغربي.لعب مع عدة أندية الهولندية
- منير مهند محمدي (مواليد 10 مايو 1989) ويشتهر باسم منير، هو لاعب كرة قدم مغربي محترف، يلعب مع نادي نومانسيا كحارس مرمى.

## الاقتصاد
- توفر المنطقة بشكل عام على جالية مغرية ضخمة العدد في الخارج وما يرافقه من تحويلات مالية كبير جدا تقدر حسب البنوك المحلية ب أكثر من 5 مليارات اورو نهيك عن التحويلات التي تمر على يد الافراد والاشخاص وهي قد تكون نسبة هامة من التحويلات.
-السياحة الصيفية وهي أيضا تعتمد على أبناء الجالية المغربية بشكل اساسي وعلى بعض السياح الاجانب بشكل متفاوت بسبب ضغف البنية السياحية للمنطقة.
- تعتمد الناظور على التجارة بشكل اساسي في اقتصاد مستفدة من العامل الجغرافي القريب من أوروبا والمجاورة لمدينة مليلية المحتلة التي تقع تحت السلطة الأسبانية إلى ان المدينة بقدر ما تجلب الرفاه للمنطقة إلى انها تدمر الاقتصاد المغربي فمدينة الناظور لا تجد في اسواقها غير المنتجات الأسبانية ريخيصة الثمن ومرتفعة الجودة وهذا يرجع إلى السياسة الاقتصادية الحديثة للإسبان وضعف المنافسة المغربية بشكل عام.إلى انه في السنوات الاخرة بدأ المغرب يسن خطط جديدة من اجل توسعت مناء الناظور وخلق منطقة صناعية كبيرة وانطلاق مشروع سوق مندمج ومنافس وقوي وكذالك محاولة القضاء على تهريب المنتجات بشكل غير قانوني من مليلية.
-الفلاحة والصيد البحري أيضا من الركائز الهامة الاقتصاد الناظوري توفر الإقليم على شريط ساحلي مهم وعلى عدة موانئ لصيد وكذا التوفر على أراضى مهمة صالحة لزراعة إلى ان الجانب البدائي والتقليدي لا زال يهيمن على القطاعين بشكل كبير في ضل غياب الدعم والمراقبة والأمن.

## معرض الصور

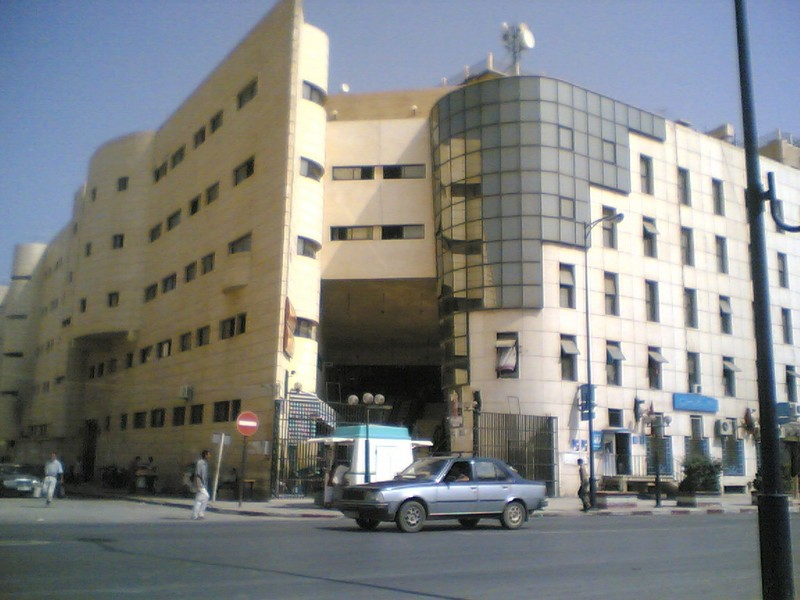
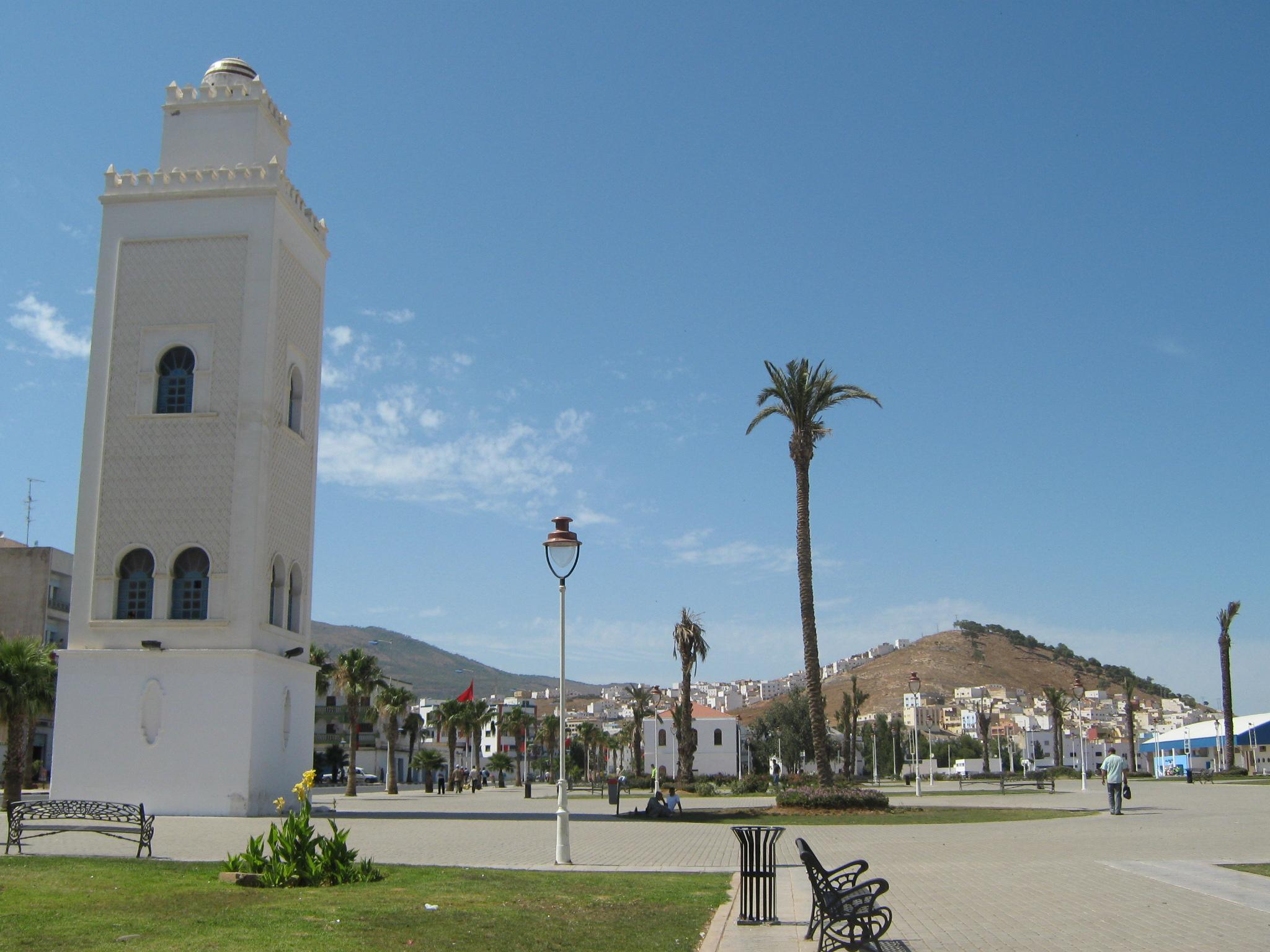
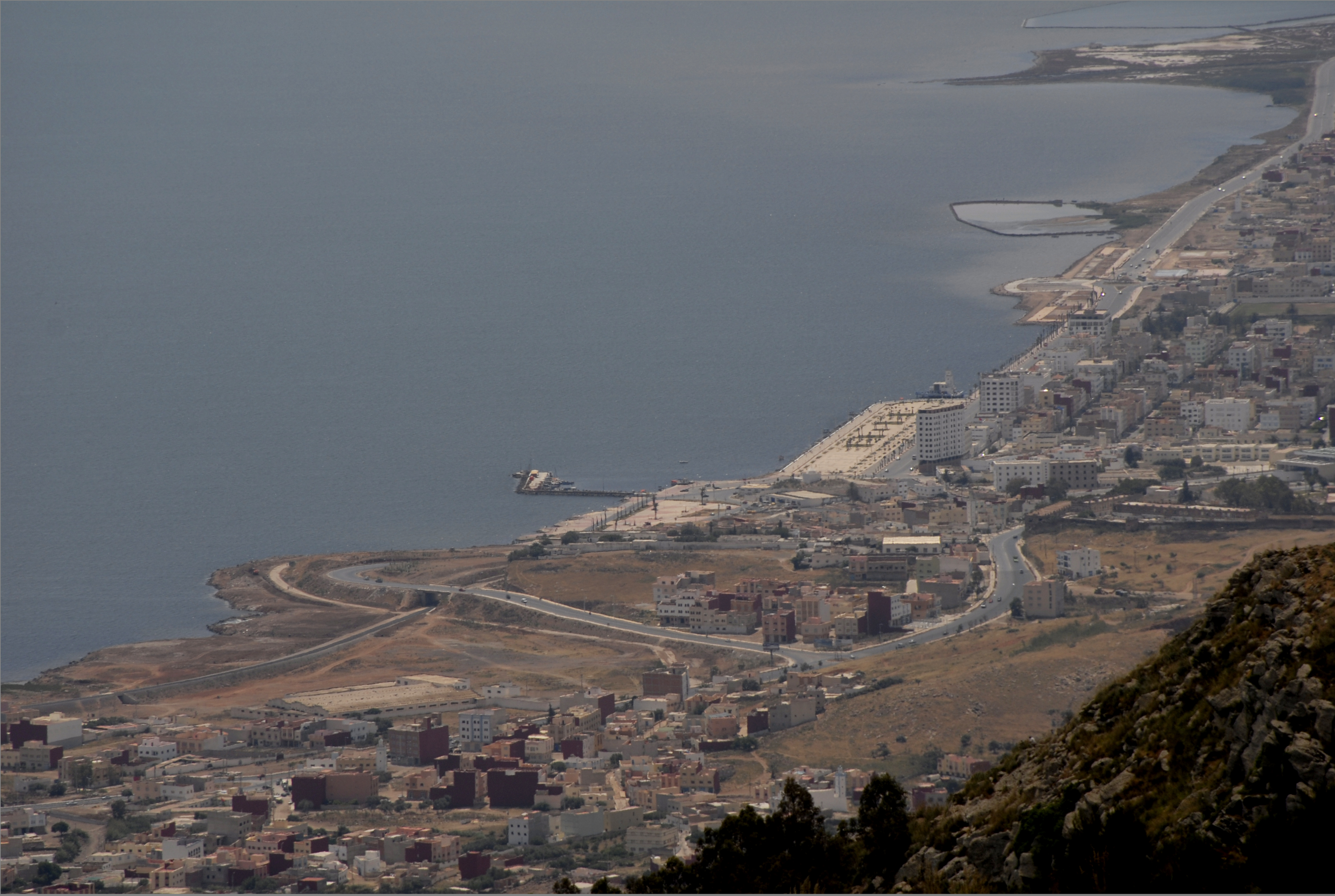

## السياحة

### بنيات الاستقبال
حسب الإحصاء الرسمي
- 15فندق مصنف
- 38 فندق غر مصنف
- 1 مطعم مصنف
- 80 مطعم غير مصنف
- 41 وكالة الاسفار
- 1 اسطول جوي
- 5 الاسطول البحري
- 39 وكالة لكراء السيارات